# مارك هينز
مارك هينز (بالإنجليزية: Mark Haines)‏ هو محامي أمريكي، ولد في 19 أبريل 1946 في أويستر باي في الولايات المتحدة، وتوفي في 24 مايو 2011 في Marlboro Township, New Jersey ‏ في الولايات المتحدة بسبب قصور القلب وتضخم القلب.

## وصلات خارجية
- مارك هينز على موقع IMDb (الإنجليزية)